# Arión de Lesbos

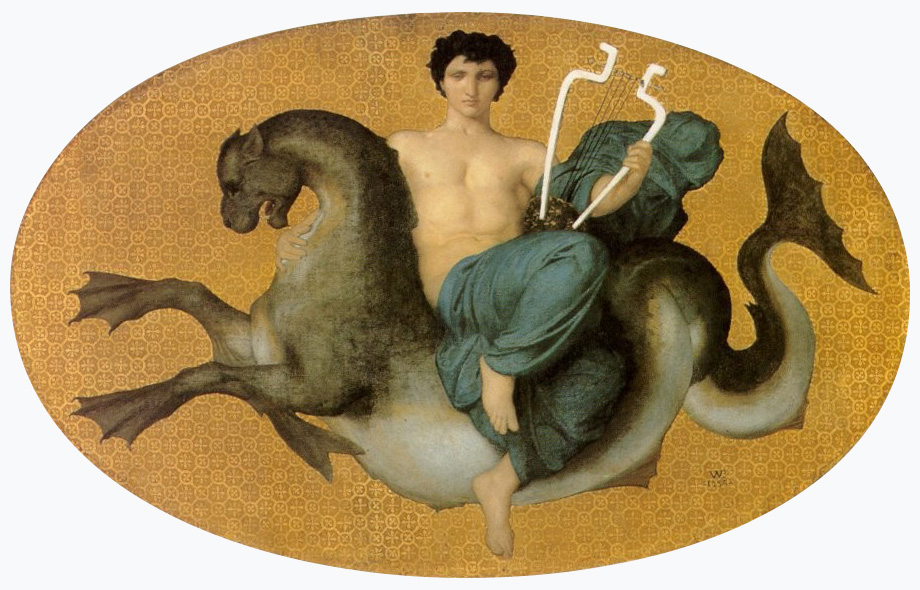
Arión sobre el delfín (representado como un hipocampo), por William-Adolphe Bouguereau (1855).

Arión de Lesbos (Ἀρίων) o Arión de Metimna (Μήθυμνα, una ciudad de la isla de Lesbos) fue un poeta y tañedor de lira y de cítara del siglo VII a. C. Personaje legendario, se le consideraba hijo de la ninfa Oncea y de Poseidón o un tal Ciclón.
Aunque había nacido en Metimna, Arión pasó la mayor parte de su vida en la ciudad de Corinto, donde sus cantos en honor a Dionisio se hicieron muy populares. Fue el desarrollador del ditirambo, canto coral dionisíaco del que se derivó más adelante la tragedia como arte escénico. Gracias a su talento se granjeó la amistad del tirano de Corinto, Periandro, que lo honraba con los máximos honores. 
Arión marchó a Sicilia, donde ganó un certamen además de otras considerables sumas de dinero. En su camino de regreso alquiló una nave corintia cuya tripulación, codiciosa de su dinero, planeó matarlo. Informado por Apolo mediante un sueño, Arión ofreció astutamente a los marineros que retrasaran su muerte para así poder cantarles durante la travesía, lo que los marineros aceptaron por la idea de poder disfrutar de una de las mejores voces de Grecia. Arión, vestido con sus mejores galas, entonó entonces una canción con una voz tan aguda que atrajo a los delfines, se arrojó entonces al mar y logró milagrosamente alcanzar la costa de Laconia cabalgando a lomos de uno de esos animales. 
Regresó a Corinto y sacrificó un buey en honor a Apolo. Pero Periandro, desconfiando de él o creyéndole un impostor, mandó que lo encarcelaran hasta que llegase el barco que, supuestamente, lo traía de regreso. Otra versión afirma que no arribó a Laconia, sino que el delfín lo llevó hasta el mismo Corinto y allí, exhausto, no pudo volver al mar. Periandro mandó construir un monumento funerario al heroico animal. 
Cuando la tripulación fue interrogada contestaron que el artista había preferido quedarse en Tarento, según unas versiones, o que había muerto, según otras. Entonces Periandro les ordenó que lo juraran ante el monumento del delfín, y allí apareció Arión con las mismas ropas que llevara al arrojarse al mar. Los marineros no pudieron reaccionar ante la sorpresa y el tirano corintio los mandó crucificar o quizá empalar.
Cuando murió Arión, Apolo colocó su figura en el firmamento junto con la del delfín que lo había salvado, y así formaron ambos la constelación del delfín.